# Henri Dirickx
Henri Dirickx (Duffel, 7 de juliol de 1927 - Duffel, 4 de juliol de 2018) fou un futbolista flamenc.

## Selecció de Bèlgica
Va formar part de l'equip belga a la Copa del Món de 1954.